# Wolodymyr Flys
Wolodymyr Wassyljowytsch Flys (ukrainisch Володимир Васильович Флис, wiss. Transliteration Volodymyr Vasylʹovyč Flys, Transkription auch Flis, Flies oder Fließ; geboren am 23. März 1924 in Stanislaw, Ukrainische Sozialistische Sowjetrepublik; gestorben am 7. August 1987 in Lemberg) war ein ukrainischer und sowjetischer Komponist, Musikwissenschaftler und Hochschullehrer.

## Leben
Wolodymyr Flys studierte von 1932 bis 1939 Violine an der Stanisław-Moniuszko-Musikakademie Danzig. Nach einer Aufnahmeprüfung im Fach Harmonielehre bei Richard Strauss besuchte er 1943 ein Semester lang auch das Stern’sche Konservatorium Berlin. Kriegsbedingt kehrte er zurück und vervollständigte seine Studien von 1945 bis 1947 am Lemberger Konservatorium im Fach Komposition bei Roman Apollonowytsch Simowytsch (1901–1984).
1947 wurde Flys verhaftet und unter dem Vorwurf „Verrat und konterrevolutionäre Aktivitäten“ zu 25 Jahren Gefängnis verurteilt. Daraufhin wurde er 1948 in die Kasachische SSR deportiert und dort im Zwangsarbeitslager Karaganda interniert. Erst im Zuge der Entstalinisierung verfügte das Bezirksgericht dort am 22. Oktober 1954 die Freilassung des Komponisten aus gesundheitlichen Gründen. Seine Rehabilitierung erfolgte 1956.
Flys nahm 1957 am Lemberger Konservatorium sein Kompositionsstudium bei Simowytsch wieder auf und schloss es 1961 mit Auszeichnung ab. Seine Diplomarbeit war die Sinfonische Dichtung Ярема Галайда (Jarema Halajda) nach einem Gedicht über die Hajdamaken von Taras Schewtschenko.
Ab 1961 war Flys im Lehrberuf tätig und unterrichtete zunächst an der Musikschule Iwano-Frankiwsk „Denys Sitschynskyj“ sowie am Pädagogischen Institut Iwano-Frankiwsk. 1963 übersiedelte er nach Lemberg und lehrte am dortigen Konservatorium bis zu seinem Lebensende, ab 1965 als Dozent für Musiktheorie, später als Dozent für Komposition.
Er starb im August 1987 in Lemberg. Seine Grabstätte befindet sich auf dem dortigen Janiwskyj-Friedhof.

## Schaffen
Sein Hauptwerk als Musikwissenschaftler war das Lehrbuch Solfeggio für Kindermusikschulen, dessen Teilbände in Zusammenarbeit mit Jarema Wassyljowytsch Jakubjak (1942–2002) in den Jahren 1976 bis 1982 erschienen.
Als Komponist schrieb Flys Orchesterwerke, etwa eine Sinfonie (1972), Kammermusik, darunter Streichquartette (1960, 1976) und Klavierwerke wie Sonaten, Präludien und Fugen, ferner Vokalmusik, u. a. Kantaten, Lieder und Bearbeitungen von Volksliedern. In seinen Vertonungen verwendete er Texte etwa von Wolodymyr Sosjura, Oleksandr Oles und Ahata Turtschynska. Stilistisch war sein Werk der Spätromantik verpflichtet.
Als Hochschullehrer prägte er eine ganze Generation junger Musiker, Komponisten und Musikwissenschaftler, zu seinen Schülern zählten u. a. Olha Krywolap, Hanna Hawrylez, Wiktor Kaminskyj, Wiktor Tymoschynskyj, Oleksandr Lewkowytsch, Bohdana Froljak, Oleksandr Opanassjuk, Ljudmyla Duma, Roman Stelmaschtschuk.
Sein Schüler Wiktor Kaminskyj schrieb über Wolodymyr Flys:

„Er unterstützte unser Interesse an den verschiedenartigen Innovationen, förderte den Einsatz der Dodekaphonie und anderer Kompositionstechniken, sowohl aleatorischer, als auch sonoristischer, und dies in den 70er Jahren des 20. Jahrhunderts, als die Methode des sozialistischen Realismus noch angesagt war und die Dodekaphonie immer noch als verdächtige Erscheinung der bürgerlichen Kultur betrachtet wurde. Solche Unterrichtsprinzipien als Pädagoge mit einer nachteiligen Vergangenheit waren eher unerwünscht.“